# Microsoft NetMeeting
Microsoft NetMeeting is een VoIP- en videoconferentieprogramma dat wordt geleverd bij verschillende versies van Microsoft Windows (van Windows 98SE tot en met Windows XP).
Microsoft NetMeeting gebruikt het H.323-protocol en is uitwisselbaar met andere programma's die het H.323-protocol gebruiken, zoals Ekiga.
Naast VoIP en videoconferentie biedt het programma mogelijkheden als het delen van de desktop, bestanden en een whiteboard. Daarvoor wordt een licht aangepaste versie van het ITU T.120-protocol gebruikt.
In Windows Vista, Windows 7 en Windows 8 wordt NetMeeting niet langer meegeleverd; het is vervangen door Windows Meeting Space.  Voor de zakelijke markt is NetMeeting reeds vervangen door Microsoft Office Live Meeting.